# Meteor

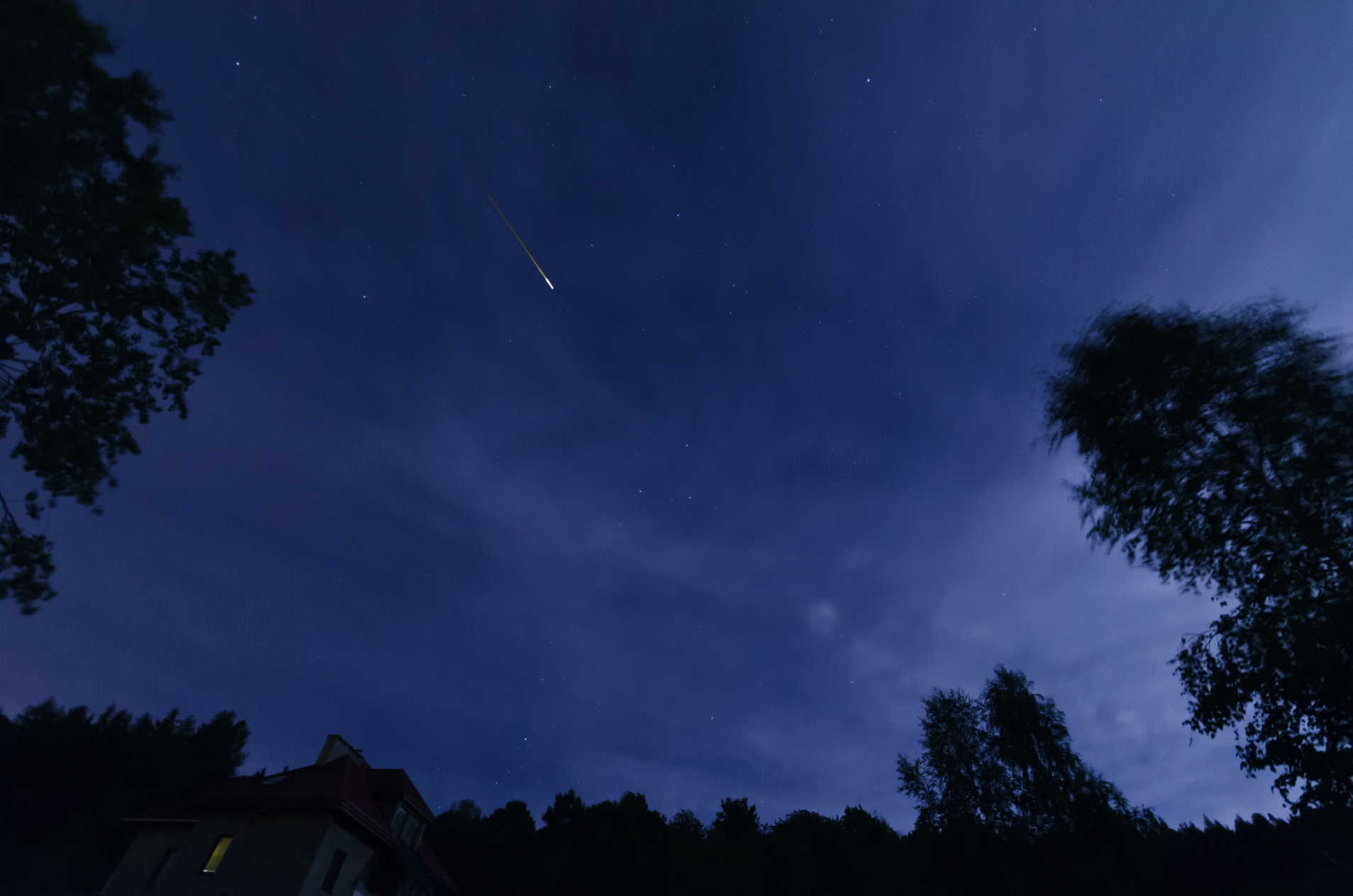
Meteor

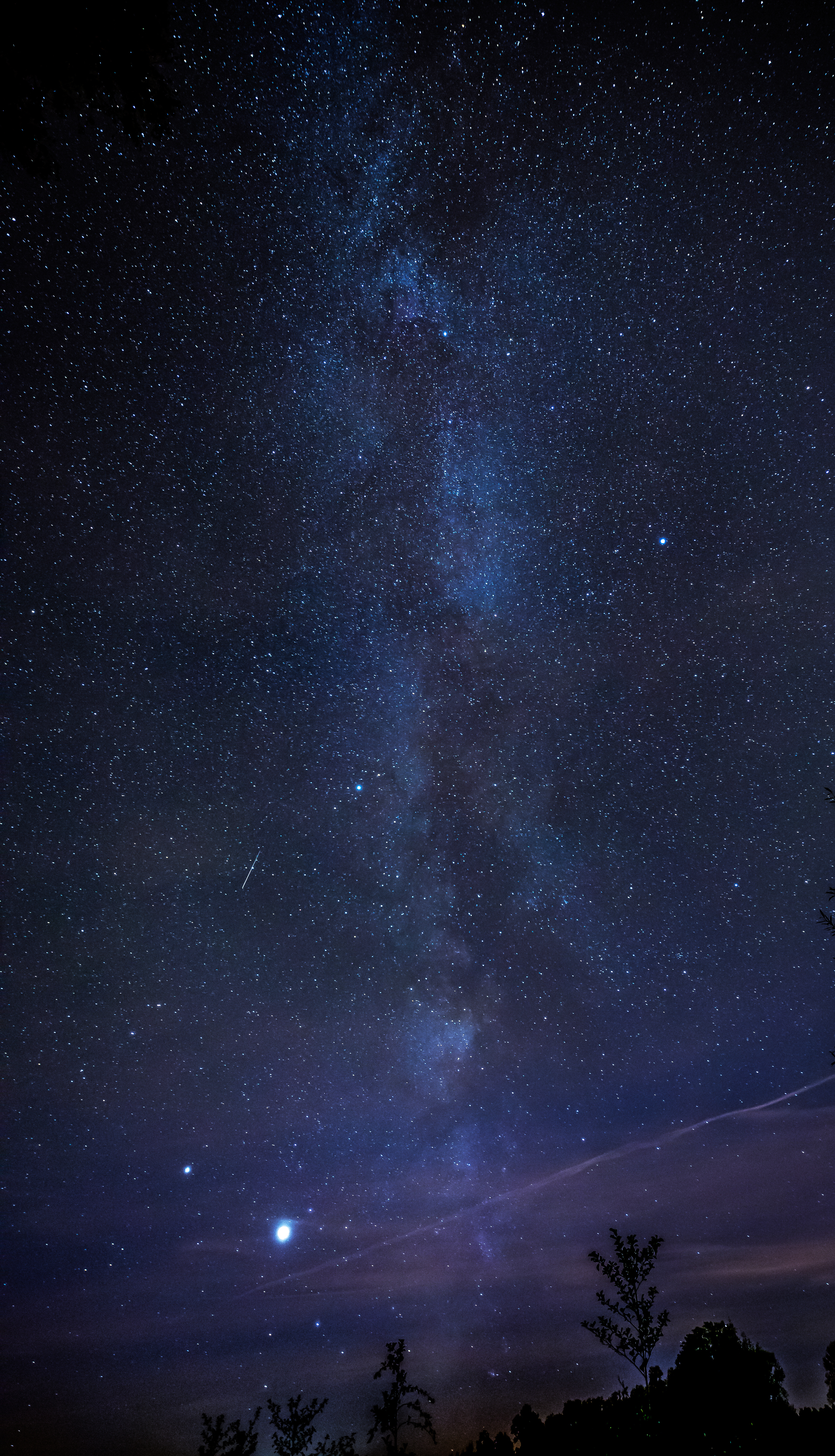
Meteor na tle Drogi Mlecznej

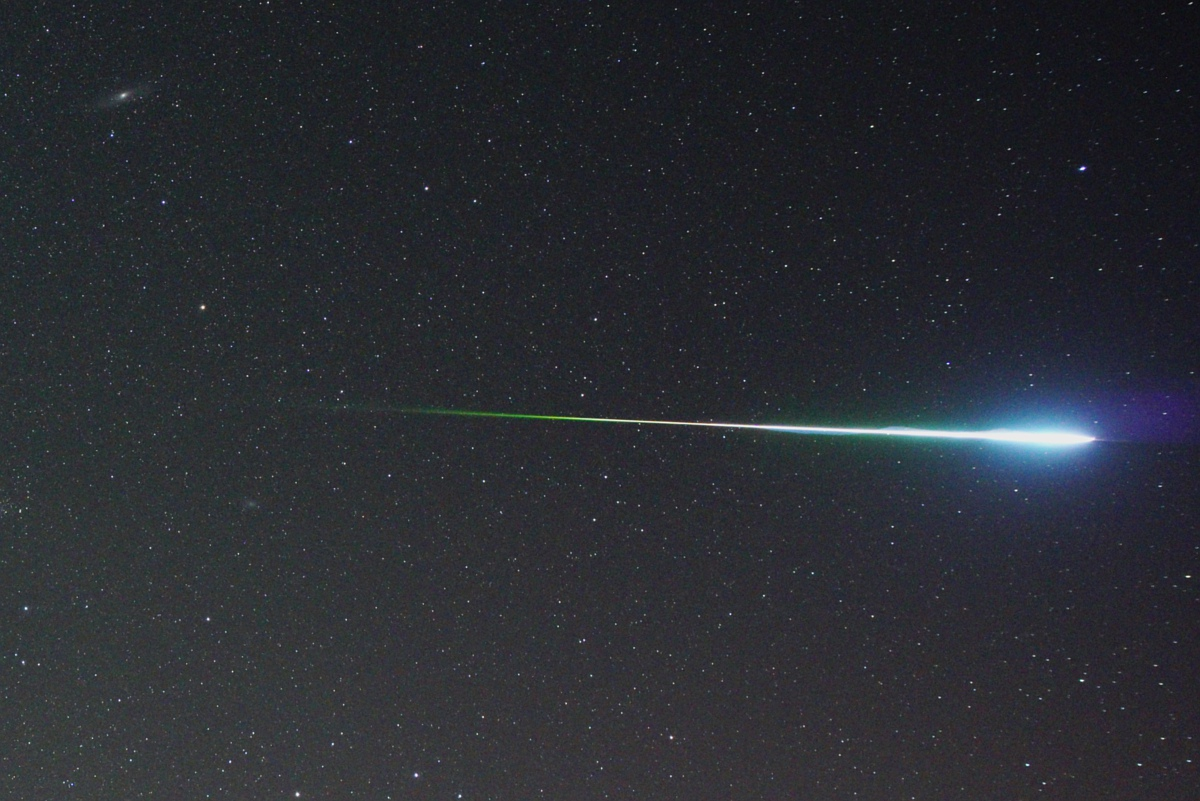
Bolid z roju Perseidów o jasności -9, który pojawił się podczas maksimum w nocy z 11 na 12 sierpnia 2016 roku o godzinie 23:59 UT

Meteor – świecący ślad, jaki zostawia po sobie meteoroid poruszający się w atmosferze ziemskiej. Jasny ślad powstaje w wyniku świecenia par ulatniających się z powierzchni meteoroidu oraz z nagrzanych i zjonizowanych gazów atmosfery wzdłuż trasy jego przelotu. Niektóre meteoroidy pozostawiają za sobą ślad złożony z „dymu”, który powstaje z jego cząstek oderwanych od jego powierzchni w procesie ablacji. Meteory są potocznie nazywane „spadającymi gwiazdami”.

## Definicja
Według oficjalnej definicji Międzynarodowej Unii Astronomicznej meteor to świecący ślad, ale bardziej ogólnie także obiekt, który jest związany z tym zjawiskiem:
- „in particular, the light phenomenon which results from the entry into (usually the Earth's) atmosphere of a solid particle from space; more generally, as a noun or an adjective, any physical object or phenomenon associated with such an event” (ściśle jest to zjawisko świetlne spowodowane wejściem z przestrzeni kosmicznej do atmosfery (zazwyczaj ziemskiej) ciała stałego; bardziej ogólnie, jako rzeczownik lub przymiotnik, jest to fizyczny obiekt lub zjawisko towarzyszące takiemu wydarzeniu)[3][4].

Encyklopedia PWN definiuje meteor tylko jako „świetlny ślad”:
- „świetlny ślad przelotu meteoroidu przez atmosferę ziemską”[1].

## Pochodzenie nazwy
Nazwa „meteor” pochodzi z greckiego słowa μετέωρος meteōros oznaczającego „zawieszony w powietrzu” (μετά metá, 'poza' i ἀείρω aeírō, 'zawieszać').

## Powstawanie zjawiska
Meteory powstają po wejściu w atmosferę Ziemi meteoroidu. Już na wysokości około 300 km, w wyniku dużej prędkości ruchu, powietrze w pobliżu meteoroidu rozgrzewa się. Zjonizowane atomy w plazmowym ogonie meteoroidu tracą energię w procesie emisji fotonów, ogon spadającego obiektu staje się widzialny z powierzchni ziemi jako meteor. Stopione krople z powierzchni meteoroidu powstałe w wyniku ablacji, odpadają od skały, po czym stygną i po długim czasie, noszone przez wiatry, spadają na ziemię w postaci sferul magnetycznych pochodzenia kosmicznego. Ostatecznie meteoroid ulega dezintegracji w wyniku eksplozji reologicznej, tzn. rozpadu obiektu na kawałki. Jeżeli z przelotu przez atmosferę zachowa się odłamek kosmicznej skały, spada ona spokojnie bądź obraca się wokół własnej osi, niekoniecznie zgodnej z kierunkiem lotu. Zwykle na ziemię spada 1/10 pierwotnego meteoroidu, jednakże dotyczy to jedynie większych obiektów, ponieważ większość doszczętnie spala się w atmosferze.
Prędkość meteoroidów wchodzących w atmosferę Ziemi mieści się w przedziale od około 12 do 72 km/s (32 000 do 257 000 km/h), a czas przelotu wynosi od ułamka sekundy do 40 sekund. Najmniejsze okruchy wywołujące zjawisko meteoru, mają wagę 1 grama.
Szacuje się, że codzienne w atmosferę Ziemi wpada około 274 ton materiałów kosmicznych (108 kg w skali rocznej), ale większość tego typu wydarzeń pozostaje niezauważona, ponieważ są to bardzo małe ziarenka skalne. Zderzenia meteoroidów o wielkości około dwudziestu metrów zdarzają się co kilkadziesiąt do 100 lat, a o rozmiarach większych niż 100 metrów – nie częściej niż co tysiąc lat.
Meteory osiągające wielkość gwiazdową -4 lub większą, nazywane są bolidami. Są to zjawiska stosunkowo rzadkie, ze względu na to, że powodują je okruchy o wielkości kilku lub kilkunastu cm.
Niekiedy po przelocie większego meteoru, można usłyszeć po ok. 5 minutach odgłosy przypominające serię wybuchów, gwizdanie, grzmoty lub długi łoskot. Niektóre osoby w czasie przelotu meteoru, jednocześnie słyszą syk, trzask lub brzęczenie. Może to być spowodowane falami o bardzo niskiej częstotliwości, mogącymi wywołać wibracje obiektów wokół lub nagrzaniem przez światło okolicy i tym samym utworzeniem skoku ciśnienia.

## W mitologii
Spartanie uznawali meteor za znak mówiący o tym, że król zgrzeszył i powinien abdykować. Rzymianie zaś za wysłanego przez Jowisza zwiastuna burzy, zapowiedź narodzin dziecka lub innych doniosłych wydarzeń. W folklorze chrześcijańskim stanowi znak, że dusza opuściła czyściec, ostrzeżenie przed najazdem lub śmiercią. W folklorze muzułmańskim spadające gwiazdy to kamienie ciskane przez anioły, aby odpędzić dżinny od nieba.